# El vencedor está solo
El vencedor está solo es la décima segunda novela del escritor de origen brasilero Paulo Coelho. En ella el autor describe con augurales palabras el mundo de las celebridades en el Festival Internacional de Cannes. 
Coelho retrata la vida de varios personajes, haciéndolas interactuar en conexión a la fama y el dinero. La ambición, la envidia, el rencor, la codicia y el desenfreno son combinados con el amor, el deseo de superación, el esfuerzo individual y el sacrificio; sentimientos que todos, alguna vez, sentimos. 

## Sinopsis
El autor de El Alquimista, superventas internacional, vuelve con otra novela: un viaje estremecedor al centro de nuestra constante fascinación por el mundo de la fama, el dinero y la celebridad.
Reflexión exhaustiva sobre el poder personal y los sueños inocentes que son manipulados o destruidos por el éxito. El "Vencedor está solo" está ambientada en el excitante mundo de la moda y el cine. Durante veinticuatro horas, en el Festival de Cannes, se cuenta la historia de Igor, un exitoso empresario ruso que se adentrará en las oscuras profundidades para recuperar un amor perdido: Ewa, su exmujer. Al creer que su vida junto a ella era una especie de arreglo divino, Igor -en un momento- le dice que sería capaz de destruir el mundo entero con tal de traerla de vuelta a su lado. La lucha entre la maligna fuerza individual y la sociedad sale a la luz, y tal como se desarrolla en la novela, la moralidad es desbaratada. Detrás de escena, en Cannes se congregan los verdaderos protagonistas y los farsantes: la "Super clase" de productores, actores, diseñadores y modelos, así como las aspirantes a divas, las ex famosas, y los aburridos parásitos. Mediante una diestra interpolación de las historias de los personajes, Paulo Coelho utiliza su novela para describir y caricaturizar la imagen de un mundo acabado por el glamour y el exceso, y para mostrar a sus lectores las probablemente espantosas consecuencias de la obsesión por la fama.